# Joseph Anton von Gegenbaur

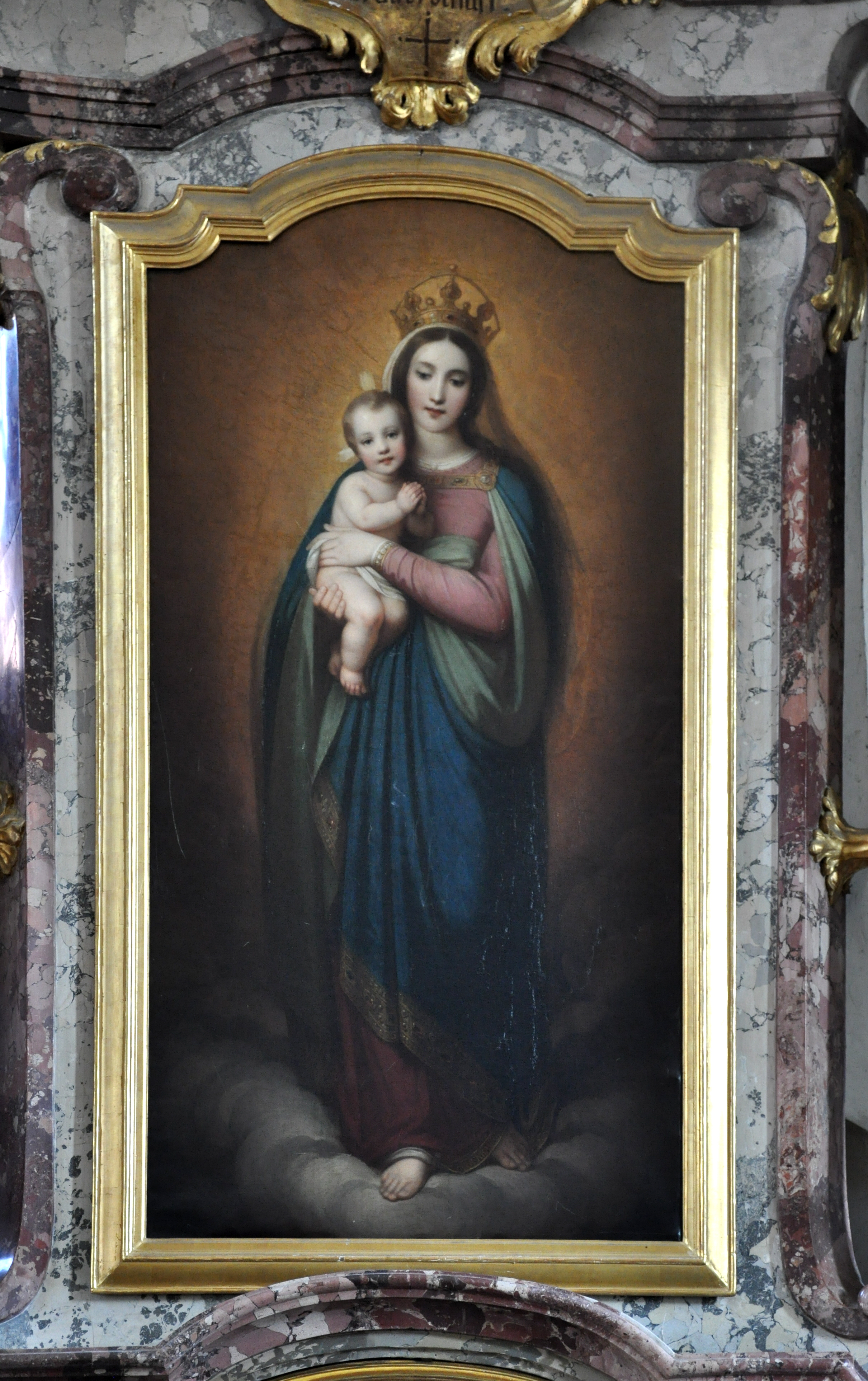
Sidoaltartavla i Kath. Pfarrkirche St. Martinus i Wangen im Allgäu.

Joseph Anton von Gegenbaur, född 6 mars 1800 i Wangen im Allgäu, död 31 januari 1876 i Rom, var en tysk målare.
Han studerade i München och Rom, målade mytologiska och kyrkliga ämnen, utförde fresker med allegoriska och historiska motiv i slottet i Stuttgart, där han senare även utförde väggmålningar i olja, bilder ur den grekiska mytologin.